# CDisplayEx
CDiplayEx es un clon del lector de historietas CDisplay.
CDiplayEx usa el plugin 7-Zip para leer una gran variedad de archivos y soporta formatos de imagen JPEG, PNG, GIF y BMP. Además soporta en cierta medida presentaciones y gráficos OpenDocument.
CDiplayEx le da al usuario mayor control sobre la interfaz de CDisplay y añade algunas características nuevas. Las más notables son los algoritmos de muestreo para múltiples imágenes de mapas de bits y soporte para thumbnails en Windows Explorer usando la primera imagen encontrada en el archivo de la historieta.